# Indalicio Téllez Cárcamo
Indalicio Téllez Cárcamo (Puerto Montt, 28 de agosto de 1876-Santiago, 20 de noviembre de 1964) fue un militar chileno. Ejerció como comandante en jefe del Ejército de Chile entre 1931 y 1932.

## Carrera militar
Luego de realizar su estudios secundarios en el Liceo de Hombres de Puerto Montt, ingresó a la Escuela Militar en abril de 1894, egresando el agosto del mismo año como subteniente del arma de infantería. En 1906 se le puso a disposición de la división chilena en Alemania y fue comandado al Regimiento de Infantería número 20 de Wittemberg, en el cual permaneció por espacio de dos años. Su especialidad de oficial de estado mayor le abrió el campo en su desempeño profesional y a su regreso a Chile ejerció el profesorado de Historia Militar en la Academia de Guerra y en la Escuela Militar. Junto con esta cátedra dictó clases de Táctica y Derecho en los dos establecimientos mencionados; paralelamente se matriculó en la Universidad de Chile, estudiando leyes, título que obtuvo en 1921.
Como mayor fue nombrado Comandante interino del Regimiento de Infantería N.º 15 Llanquihue en 1916 y cuando ascendió a teniente coronel, se le designó en propiedad. En 1924, con el grado de coronel, fue nombrado agregado militar de Chile en Checoslovaquia y con el grado de general de brigada fue director de la Academia de Guerra entre los años 1925 y 1926, año este último en que fue nombrado comandante en jefe de la Primera División de Infantería, con asiento en Tacna. Habiendo pasado a retiro el 28 de enero de 1928, continuó desempeñándose como intendente de Tacna por unos meses.
Durante el periodo presidencial del señor Juan Esteban Montero fue llamado nuevamente al servicio activo, ascendiendo a general de división en 1931, fue nombrado Comandante en Jefe del Ejército de Chile, cargo que desempeñó por un año, retirándose del servicio en forma absoluta el 11 de noviembre de 1932.

## Actuaciones destacadas
Téllez escribió numerosas obras durante su vida militar entre las que sobresalieron tratados como «Organización del Ejército y del batallón de infantería», «La caballería en la exploración y en el combate» y «Tratado de táctica»; obras jurídicas tales como: «Jurisdicción militar»; obras de carácter histórico como «Epopeyas militares» e «Historia militar de Chile 1520-1883»; y un estudio militar que tituló «Raza militar». Sus obras tuvieron amplia acogida y difusión, colocándolo en un primer plano de los escritores e historiadores con que ha contado el Ejército de Chile.
Se destacan sus obras «Lautaro», verdadera apología de la raza araucana, e «Historia de Chile», que obtuvo el primer premio en el concurso nacional llamado al efecto y que constituyó el texto oficial de estudios para los colegios del país en su época.
Fue colaborador regular de El Mercurio, El Diario Ilustrado y Revista Zig-Zag.
Fue miembro de la Academia Chilena de la Lengua y de la academias de historia de Francia, Venezuela y Bolivia.

## Antecedentes militares
- 28 de abril de 1894: Cadete Escuela Militar
- 11 de agosto de 1894: Subteniente de Ejército
- 22 de noviembre de 1897: Teniente de Ejército
- 7 de febrero de 1911: Capitán de Ejército
- 21 de enero de 1918: Mayor de Ejército
- 29 de octubre de 1924: Teniente coronel de Ejército
- 26 de mayo de 1925: Coronel de Ejército
- 1926: General de Brigada
- 25 de agosto de 1931: General de División
- 1931: Comandante en Jefe del Ejército.